# Antonio de Alcedo
Antonio de Alcedo y Bejarano (Quito, Virreinato de Nueva Granada, Imperio Español, 1735-La Coruña, España, 1812), geógrafo, historiador, biógrafo, lexicógrafo y militar español. Nació en la Real Audiencia de Quito, donde su padre Dionisio era Presidente durante la visita de los científicos que formaron parte de la Misión Geodésica. Posteriormente realizaría sus estudios en España y Francia, especializándose en física, historia y medicina. Continuaría su vida con una carrera militar exitosa que le llevaría a tomar parte en la defensa de España en varias ocasiones, incluso durante sus últimos años de vida, durante la Guerra de la Independencia Española. Es recordado por haber escrito una enciclopedia del imperio Español, lugar donde se habían llevado a cabo muchas investigaciones científicas durante la ilustración. En concreto realizó dos publicaciones, el "Diccionario geográfico de las Indias Occidentales" y la "Biblioteca Americana". En el primero se centró en recoger información geográfica del vasto territorio, basado en las observaciones iniciales de su padre. En el segundo caso desarrolló un índice de personajes relevantes de la historia del imperio español, desde el siglo XVI hasta el XIX.

## Biografía

### Primeros años
Nació en Quito, donde su padre Dionisio de Alcedo Herrera (1690-1777) fue presidente de la Audiencia Real entre 1728 y 1737. Su madre fue María Lucía Bejarano. Su padre era un aficionado a la geografía y a la historia y compuso numerosas obras de esas materias sobre América, y evidentemente pasó esa afición a su hijo. Este estuvo sus 17 primeros años en las Indias y sólo en 1752 fue a España para ingresar en la Guardia Real con el grado de alférez. Desde entonces siguió la carrera militar. En ella alcanzó los grados de brigadier en 1792, gobernador militar de Alcira y luego mariscal de campo y gobernador de La Coruña, donde se encontraba al producirse la invasión napoleónica. 

### Estudios y entrenamiento militar
Cuando apenas nació fue con su padre a España pero poco tiempo después regresó a América porque el Rey había nombrado a su padre Presidente Gobernador de Tierra Firme. Fruto de esto vivió en Panamá desde 1742 hasta 1750. Ahí empezaría su educación como cadete supernumerario obteniendo el nombramiento en abril de 1744. Después de terminar sus estudios de matemáticas se convertiría en guardia de Infantería del Regimiento Real, logrando ser nombrado alférez. Su educación giró alrededor de tres disciplinas, la física-matemática, la historia y la medicina. La primera estudió en el Colegio Imperial de Madrid, siendo alumno del Padre Juan Wendligen durante ocho años. Después de esto empezó su estudio de historia, idiomas y física. Terminó su educación viajando a Francia para unirse a la Facultad de Medicina.  

### Guerra anglo-española
En 1760 fue Alférez, después ascendió a Coronel durante su rol como primer teniente de Granaderos durante la sitiada que sufrió España de Gibraltar. Todo esto se llevaría a cabo dentro de las conocida Guerra anglo-española (1761-1763), donde se disputaría Gibraltar, así como se invadiría el Caribe después del ataque dirigido a La Habana. En el año de 1766 sería ascendido al grado de teniente de fusileros y posteriormente en 1773 lograría ser el primer teniente con destino a la compañía de Morón. Es importante notar que este rango militar era ocupado por personas que formaban parte de la nobleza media. En 1774 se casó con María Ignacia Codallos, hija de don Felipe Codallos, del Consejo de Castilla.  

### Sitio de Gibraltar

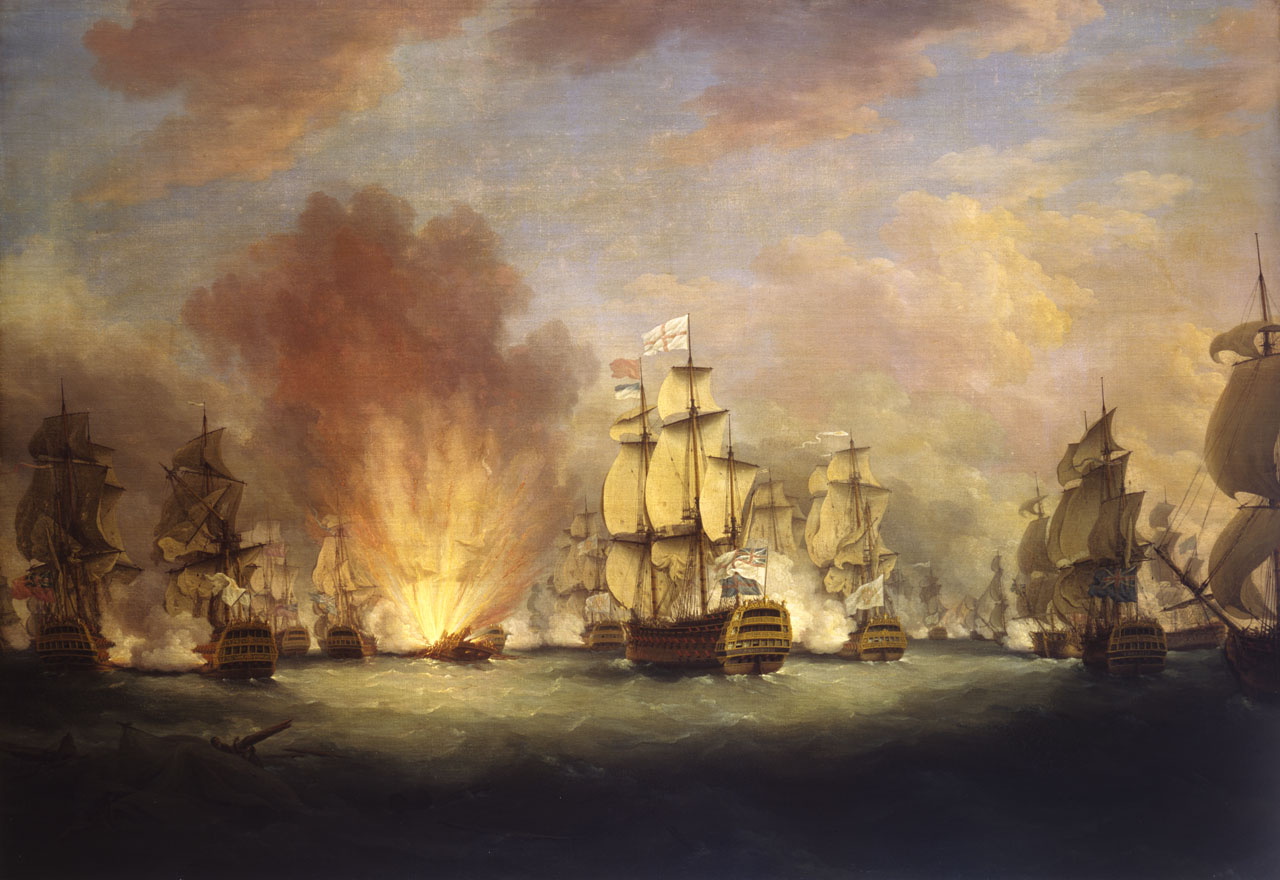
La batalla del Cabo de San Vicente de 1780, con lo que empezaría el Sitio de Gibraltar

Como militar además participó en la defensa del Sitio de Gibraltar (1779-1783). Estaría bajo las órdenes de su hermano Ramón de Alcedo quien era capitán del cuerpo de Reales Guardias de Infantería Española. Al final de dicho suceso como recompensa sería ascendido al rango de Capitán en 1784 y dos años más tarde lograría ser nombrado Coronel del ejército. El clímax de su carrera se dio al final del siglo XVIII e inicios del XIX cuando en 1792 fue nombrado Gobernador Político y Militar de Alcira en el Reino de Valencia con el primer grado de Brigadier. Ocho años más tarde, en 1800 ascendió a Mariscal del Campo y en 1802 llegó a ser Gobernador de la Plaza de la Coruña en el Reino de Galicia. 

### Guerra de la Independencia Española
Mientras era gobernador militar en La Coruña las tropas francesas invadieron España. Como en otras provincias de España y América, se empezaron a formar juntas de gobierno para repeler la invasión. Alcedo gozó del reconocimiento de los políticos y militares españoles, a pesar de haber nacido en América, por esta razón, cuando Antonio Filangieri, quien fuera capitán de la junta revolucionaria de La Coruña, cayó enfermo, el general Villagluese decidió confiar en Alcedo para reemplazarlo, por lo que fue nombrado presidente general de la junta. La llegada del ejército británico al mando del general Moore a La Coruña dio a Alcedo unos días más para intentar reunir de nuevo a las milicias españolas. Sin embargo, el 16 de enero de 1809, las tropas francesas al mando del general Soult no tuvieron dificultades para derrotar a los ingleses y adentrarse sin problemas en el norte de la península. Forzado ante las circunstancias, Alcedo debió capitular y entregar la ciudad al general francés antes de poner en peligro a la población. Los franceses, terminaron obligando a los órganos administrativos de la corona a rendir homenaje a quien nombrarían como nuevo rey, José Bonaparte.

### Publicación del Diccionario Geográfico

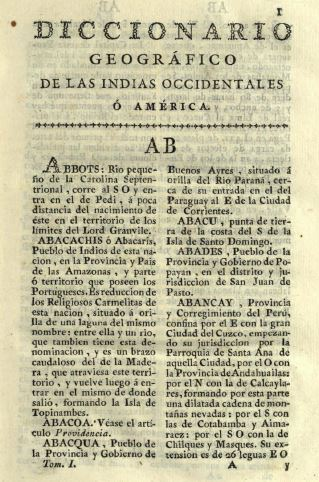
Diccionario geográfico-histórico por Antonio de Alcedo

Inspirándose en la obra del padre Giovanni Coletti Dizionario del l'America meridionale (Venecia, 1771), y gracias a la influencia de su papá Dionisio de Alcedo por su afición a la geografía y la continua recopilación de datos durante sus viajes, Antonio de Alcedo compuso una monumental obra titulada Diccionario geográfico-histórico de las Indias Occidentales (1786-1789) en cinco volúmenes que fue de inmediato traducido al inglés (James Carpenter, Londres, 1812-1815). Sin duda, la base del Diccionario, fuera de sus cuarenta años de viajes y observaciones por gran parte de América, fueron las noticias y papeles que le facilitó su padre, aunque José de Alcedo consultó también una amplia bibliografía, pues confiesa haber utilizado más de 300 libros sobre Indias, con los que compuso una Biblioteca Americana. En el tomo V inserta un «Vocabulario de las voces provinciales de América». 

Dentro de la dedicatoria del Diccionario, "Al Príncipe nuestro señor", Alcedo declara que el propósito de su obra es "la protección y fomento de las Misiones, que tantas almas han convertido al gremio de la Iglesia" así como para el "adelanto de las artes y las ventajas del comercio, de que se ven cada día las utilidades." Los cinco tomos del libro se dividen como un diccionario normal. El primero incluye las letras de la letra A hasta la C, el segundo va desde la letra D hasta la L, el tercero desde la M hasta la O, el cuarto desde la P hasta la S y por último el quinto tomo desde la T hasta la letra U. En el tomo cinco se encuentra una breve descripción de los distintos Reinos y Provincias que conformaban la América Española a finales del siglo XVIII. Esto cambió durante las independencias puesto que, por ejemplo, se ofreció convertir al Reino de Quito en una capitanía para apaciguar los alzamientos y revueltas que estaban naciendo, sin éxito. Es una forma bastante clara de poder ver la jerarquía administrativa de los Virreinatos, Gobiernos, Corregimientos, y Alcaldías entre los distintos territorios. También ofrece una separación de las Españas de ultramar, que las divide geográficamente entre América Meridional y América Septentrional. Esta administración política era solo una cara de la moneda puesto que también había una distribución en relación con la administración de la Iglesia Católica. Por esta razón, por ejemplo, a pesar de que políticamente el Reino de Quito respondía al Virreinato de Nueva Granada, religiosamente dependía todavía de Lima, en el Virreinato del Perú. Esta situación de indeterminación muchas veces causaba descontentos entre los habitantes de la Real Audiencia de Quito, durante la creación de este Virreinato en el siglo XVIII bajo la dinastía de los Borbones.  El libro tiene toda la estructura de un diccionario común y corriente, pero al ser geográfico e histórico su contenido no es semántico, concentrándose en las definiciones de las palabras, sino más bien enciclopédico. Por ejemplo, la primera entrada del diccionario dice:
Abbots: Río pequeño de la Carolina Septentrional, corre al Sudoeste y entra en el de Pedi, a poca distancia del nacimiento de éste en el territorio de los límites del Lord Granvile. 
Después de la publicación algunos autores como el jesuita novohispano, Agustín Pablo de Castro, o el científico del Virreinato del Río de la Plata Francisco Javier Iturri así como el general de Guayana y también militar Manuel Centurión, se ofrecieron para revisar la primera publicación y colaborar en la segunda. Esta sin embargo no se lograría publicar puesto que las guerras de independencia empezarían después de la invasión de Napoleón de la península ibérica, donde Alcedo tendría que participar como militar.
Su publicación gozó de mucha popularidad debido a la importancia que tenía para la corona por la información que publicaba acerca del Imperio Español. Esto lo convertía en una de las fuentes más consultadas de su tiempo acerca de temas geográficos históricos donde destacaba su minuciosidad y nivel de detalle en las entradas:

La fama de Alcedo se basa en su Diccionario geográfico-historico de las Indias Occidentales o América, publicado en 1786-1789, un trabajo destinado a ser durante muchos años después la revista mejor informada enciclopedia sobre temas hispanoamericanos. También iba a tener la distinción de ser la primera obra escrita por un hispanoamericano en la que la recién nacida república, los Estados Unidos de América, estaba seriamente estudiada. La parte que trata este tema es inusualmente precisa. Además de información geográfica minuciosa, ofrece una extensa explicación de cómo las colonias británicas llegaron a establecerse como una nación independiente. También incluye la proclama de 1774 dirigida a los habitantes de Boston exhortándolos a tomar las armas contra los británicos. [...] En las colonias hispanoamericanas el Diccionario gozaría de gran popularidad e influencia. Durante años después de su publicación, Alcedo continuó recibiendo cartas de todas partes de la América española de personas que consideraban su enciclopedia una obra patriótica. El patriota mexicano Servando Teresa de Mier vio el libro durante su exilio en España y habló de él con admiración en sus memorias. Francisco Javier Iturri, uno de los jesuitas hispanoamericanos exiliados que se había refugiado en Roma, en una de sus sus cartas hablan del efecto beneficioso que el libro tuvo en otros compatriotas americanos con quienes había hablado. Francisco de Miranda también utilizó el Diccionario como fuente de información para sus numerosas actividades políticas.
José de Onis - Alcedo's Bibliotheca Americana

### Publicación de la Biblioteca Americana

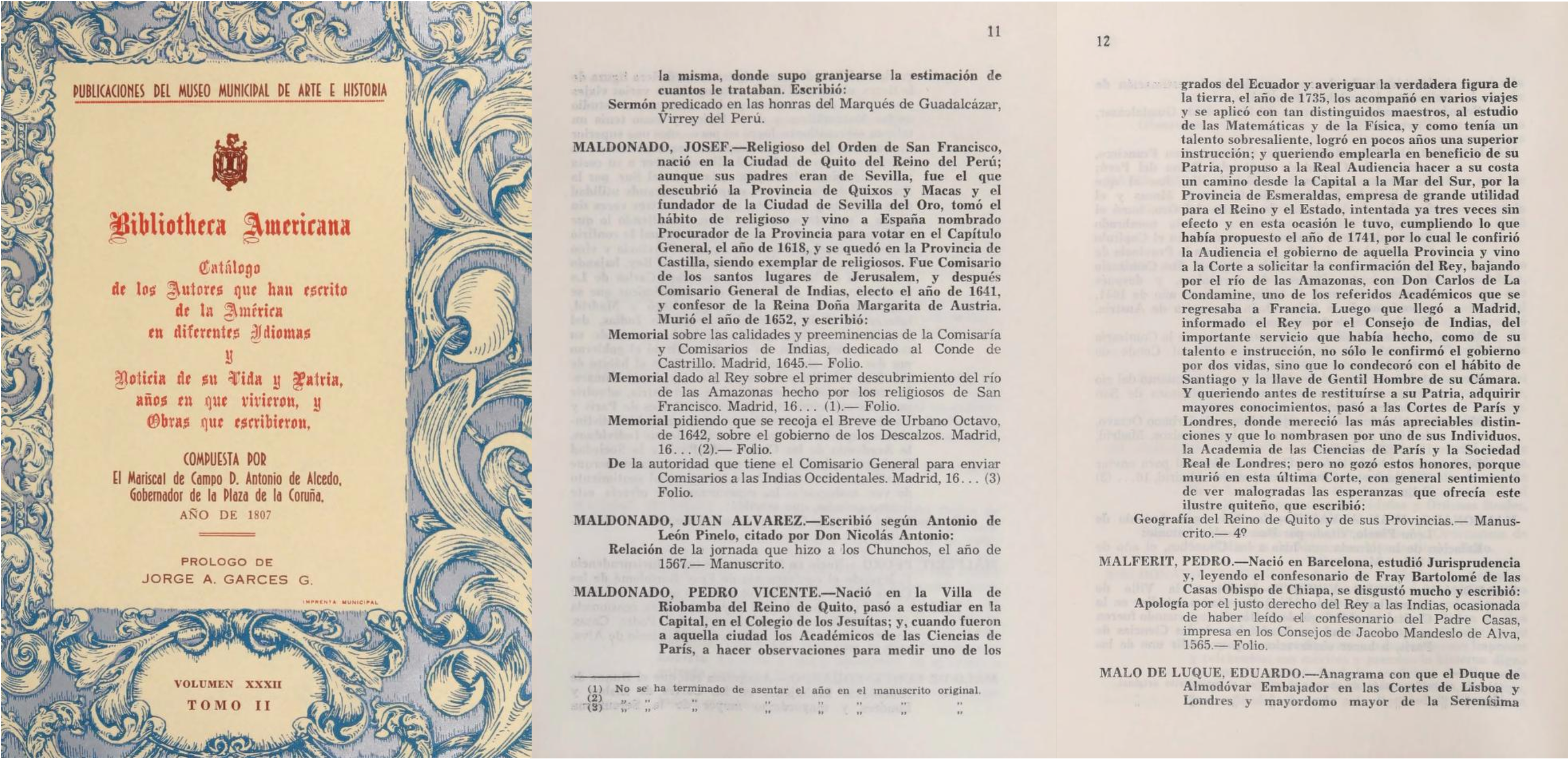
Biblioteca Americana por Antonio de Alcedo, donde se puede ver la entrada sobre Pedro Vicente Maldonado.

En 1944 en la Historia de nuestra literatura, Isaac J. Barrera dedicó un capítulo completo a Antonio de Alcedo en donde destacó su "Catálogo de Autores" (como llamaba a la Biblioteca Americana) como fuente valiosísima para referirse a los escritores que hasta inicios del siglo XIX habían publicado obras sobre América. Esto teniendo en cuenta la ya distorsionada historia que existía desde ese tiempo sobre la monarquía española, en parte porque no divulgaban información de sus territorios, ni permitían visitas salvo que consigan licencia real, así como por las versiones distorsionadas que divulgaban las monarquías enemigas que buscaban manchar la imagen del imperio español.
Esta publicación está dividida en dos tomos. El primero va desde la A hasta la L, mientras que el segundo desde la M hasta la Z. Fue un diccionario más pequeño que el anterior. Alcedo lo escribió al final de su vida fue concebido como un complemento a su primera obra: mientras que el diccionario se enfocaba en cosas, lugares y plantas; la biblioteca recopilaría nombres de personas de distintas órdenes religiosas o cargos políticos que habían escrito sobre los territorios americanos. En conjunto los dos tomos conforman cerca de mil páginas y al final se cuenta con un índice resumido de todas las personas mencionadas por orden alfabético y también por pertenencia a alguna orden religiosa o cargo político. Como personajes destacados que tienen una entrada dentro de la Biblioteca Americana se encuentran por ejemplo: Cristóbal Colón, Pedro Vicente Maldonado, Benito Jerónimo Feijoo, Samuel Pufendorf, Jorge Juan, Jodoco Ricke, Juan de Torquemada, Samuel Fritz, Juan Magnin, Pedro de Mercado, Jacinto Morán de Butrón o Juan de Velasco.
En el prólogo de la Biblioteca Americana Alcedo reconoce su deuda con los filósofos jesuitas. De esta manera llegó a afirmar que ninguna persona contribuyó tanto a la mejora del Diccionario, como "los ex jesuitas y misioneros americanos, entre ellos Molina, Castro, Xuarex, Clavigero, Velasco e Iturri. Además se conoce la colaboración de Joaquín Caamaño y Miguel de Castro.

### Últimos años
Pedro Fermín Cevallos fue uno de los primeros autores que destacaron la importancia de Antonio de Alcedo para Ecuador. En su obra más importante, su "Resumen de la Historia del Ecuador desde su origen hasta 1845", dedica el último capítulo a una serie de personas ilustres que incluye a Juan de Velasco, Juan Bautista Aguirre, Pedro Vicente Maldonado y Antonio de Alcedo. En sus escritos destaca la Diccionario Geográfico Histórico de las Indias Occidentales por su extensión y precisión que ayudó a corregir errores en los que se caían repetidas veces ya que América Latina a finales del siglo XVIII e inicios del siglo XIX no era muy conocida y la Corona española era celosa de quién permitía entrar en sus territorios. El éxito fue de suma importancia puesto que, según Cevallos, esto le ayudó a Alcedo a ser elevado a la categoría de Brigadier, y poco después a la de Gobernador político y militar de Arcila. A pesar de que sus responsabilidades eran muchas, ya que en esa época Napoleón estaba cambiando el orden de las viejas monarquías de Europa, Alcedo no renunció a sus estudios ya que en 1807 publicó una obra que había anunciado anteriormente titulada "Biblioteca americana". Esta tenía como fin ser un catálogo de los autores que han escrito de la América en diferentes idiomas, y noticia de su vida y de sus países.
Sus últimos días estuvieron llenos de dificultades ya que los franceses habían invadido la península y siendo Alcedo la cabeza de la Junta Provincial de La Coruña padeció una derrota y ante la imposibilidad de poder defenderse decidió capitular el 19 de enero del año 1809. Para ese entonces tenía 73 años por lo que tres años más tarde, la edad y el desgaste se encargarían de terminar con su salud. Antonio de Alcedo murió en 1812.

## Escritos
- Diccionario geográfico-histórico de América. Madrid, Imprenta de Blas Roman, 1786/89. 5 volúmenes.
  - El título completo es: Diccionario geográfico-histórico de las Indias Occidentales o América que incluye de los Reynos del Perú, Nueva España, Tierra Firme, Chile y Nuevo Reyno de Granada. Con la descripción de sus Provincias, Naciones, Ciudades, Villas, Pueblos, Ríos, Montes, Costas, Puertos, Islas, Arzobispados, Obispados, Audiencias, Virreynatos, Gobiernos, Corregimientos, y Fortalezas, frutos y producciones; con expresión de sus Descubridores, Conquistadores y Fundadores: Conventos y Religiones; erección de sus Catedrales y Obispos que ha habido en ellas: Y noticia de los sucesos más notables de varios lugares: incendios, terremotos, sitios, é invasiones que han experimentado: y hombres ilustres que han producido.
- Biblioteca Americana. Edición de Ciriaco Pérez Bustamante, 1802, reeditado en Quito, 1965. 2 volúmenes.
  - El título completo es "Catálogo de los autores que han escrito de la América en diferentes idiomas y noticias de su vida y patria años en que vivieron y obras que escribieron"

## Recepción de su obra

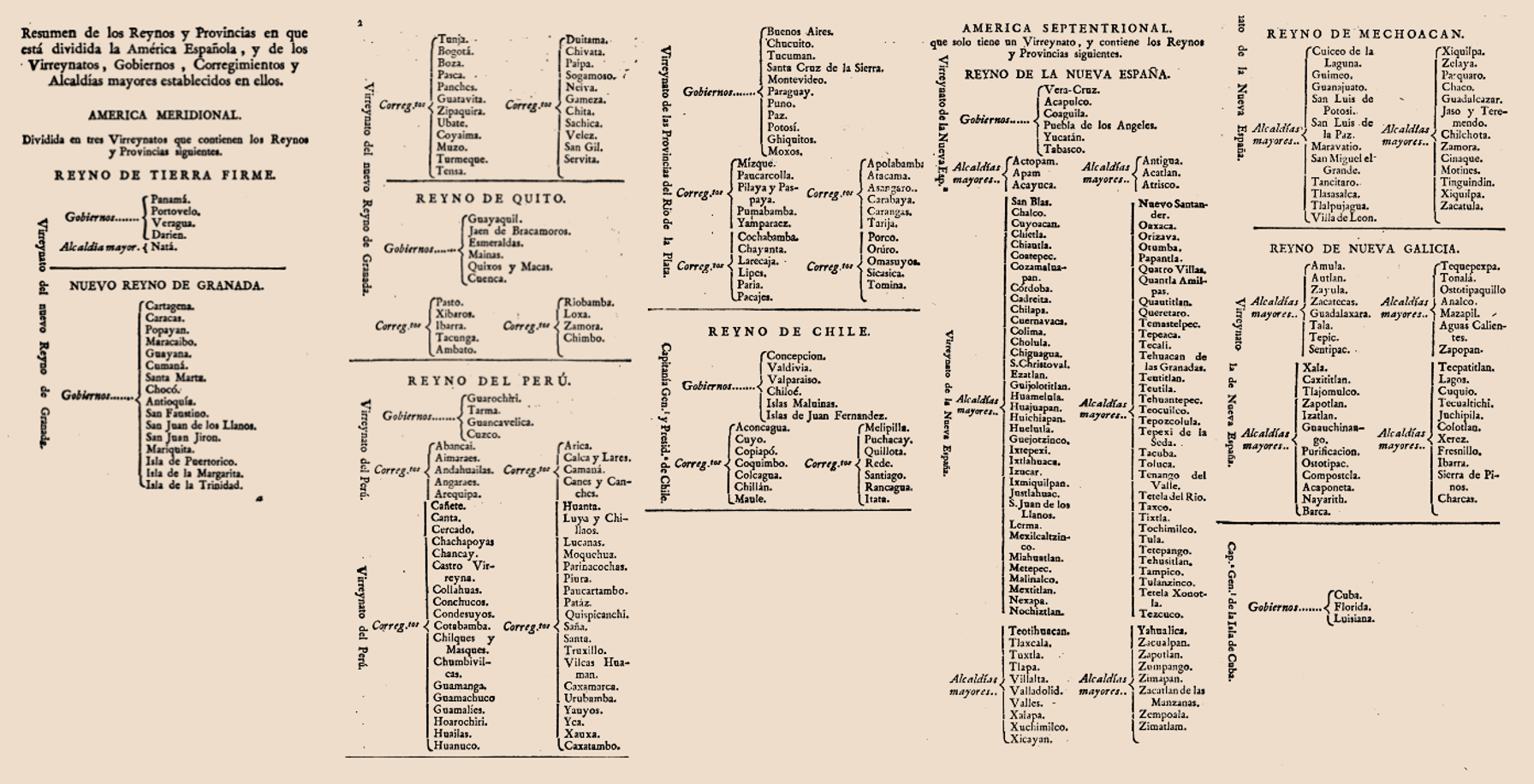
Resumen de los Reinos y Provincias en que está dividida la América Española, por Antonio de Alcedo y Bejarano en el tomo V del Diccionario geográfico-histórico

La obra se vendió muy bien, tanto, que su éxito inquietó al gobierno por la gran abundancia de las noticias que facilitaba y prohibió su circulación así como su exportación al extranjero, a pesar de lo cual se difundió ampliamente y fue traducido al inglés, como se ha dicho. Su redacción es esquemática y la riqueza de información del Diccionario de Alcedo es tal que resulta una fuente insustituible para el estudio de la sociedad y la economía de la época e incluso para la historia de las ideas. Estos méritos le valieron ser elegido miembro de la Real Academia de la Historia en 1787. Además de esto, fruto de las ideas que prevalecían en la época, Fray Vicente Solano publicó una serie de máximas y sentencias que fueron recopiladas por Antonio Borrero y presentadas igualmente con un formato de diccionario, solo que en lugar de definiciones de palabras, o información enciclopédica como en el caso de Alcedo, se presentaban refranes y sentencias, un género muy típico de la literatura castellana.

### Alcedo contra las teorías de Degeneración Americana
Uno de los principales motivos por los que Alcedo escribió su obra se debe a que a pesar de tener una posición cómoda y gozar de prestigio social en España, se sentía de todas maneras un americano desterrado y quería mostrar a las personas de Europa que su percepción de América se encontraba errada. En general Alcedo recibía con poco interés las opiniones que tenían los europeos y los consideraba paternalistas o condescendientes en ocasiones. En concreto los escritos del Conde de Buffón o de Corneille de Pauw, del ex jesuita Abbé Raynal y del historiador escocés William Robertson fueron recibidos con rechazo por la poca información y los prejuicios con los que caracterizaban a América. En concreto la teoría de la Degeneración Americana estaba todavía prevalente en la época y Alcedo quería refutar esto con espíritu ilustrado a través de una obra científica.

### Estudios filológicos de su obra
El diccionario de Alcedo no solo ha servido para tener una ventana hacia el conocimiento ilustrado en geografía, historia, antropología y biología del Nuevo Mundo. También ha sido estudiado con interés filológico en la obra "El léxico Novohispano en el vocabulario de Antonio de Alcedo". Esto se debe a que en el quinto volumen de su obra se inlcluyó como un anexo una lista de voces americanas, o expresiones que se usan en el castellano hablado en América. Se examinaron los vocablos que se referían al Virreinato de Nueva España por el interés en los estudios de lexicografía regional de América. En el estudio hecho por Barros Arana además se identificó varios errores en la traducción al inglés de la obra de Alcedo por falta de familiaridad no solo con el castellano sino con los americanismos y los topónimos expresados en lenguas indígenas.

## Legado

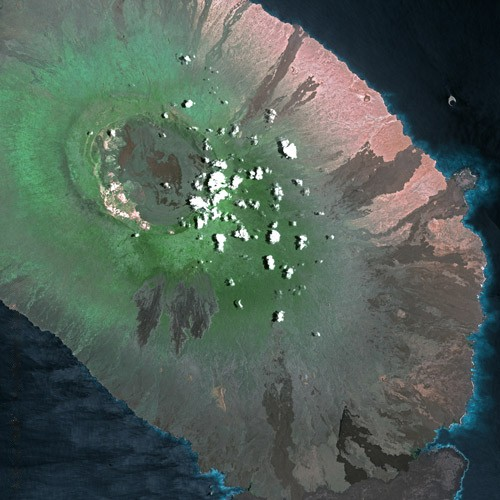
Volcán Alcedo en las Islas Galápagos

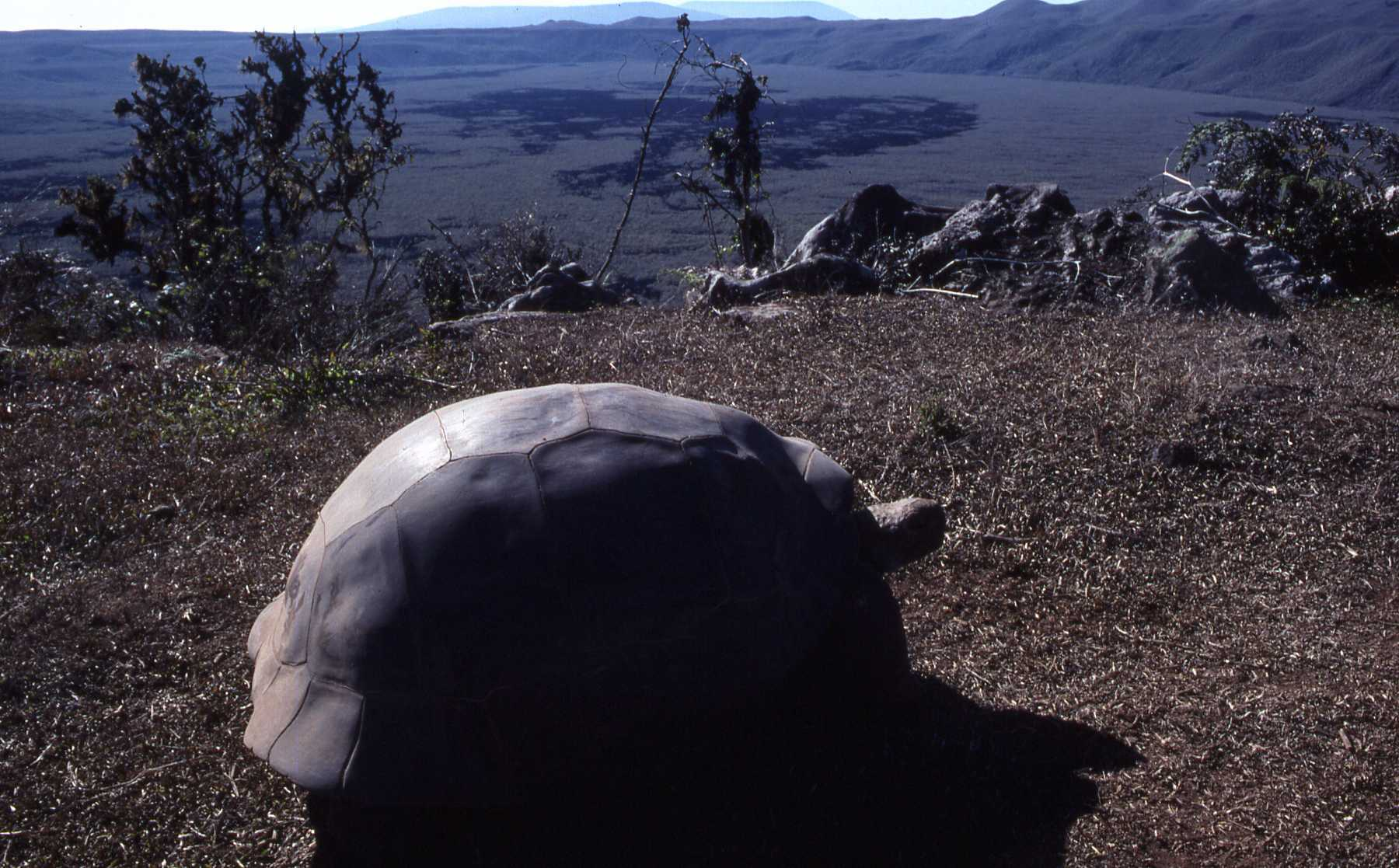
Tortuga gigante del Volcán Alcedo

En el siglo XX se realizó un estudio de su figura como parte del libro Biblioteca Ecuatoriana Mínima. Este estuvo a cargo de Gonzalo Zaldumbide, quien pone en relieve que el Diccionario de autores, también llamado catálogo, permaneció inédito por lo que el estudio de Pablo Herrera que fue hecho en el siglo XIX carecía de esta referencia y se enfocó más bien en su Diccionario geográfico. Resalta el hecho que esta omisión no la hizo Pedro Fermín Cevallos durante su estudio. También pondera la posibilidad Zaldumbide que parte de la información tan rica del Diccionario geográfico se deba a la afición de su padre Dionisio quien amaba la geografía y recopiló datos durante todos sus viajes que debieron estar al alcance de Antonio. También detalla la delicadeza de la información puesto que desde el siglo XVIII había el precedente de la Corona inglesa intentando divulgar las Noticias Secretas que habían desarrollado Jorge Juan y Antonio de Ulloa durante la Misión Geodésica. Por esta razón la popularidad del diccionario y su traducción al inglés, podían afectar la carrera militar de Antonio quien buscó que su obra sea principalmente para uso de la Corona española. 
El Diccionario en cinco volúmenes, todavía valioso a pesar de sus limitaciones, hizo su aparición en Madrid entre 1786 y 1789 y fue el intento más exitoso de compilar un diccionario enciclopédico de la América Española. Reconociendo este valor, la Academia Real Española de Historia eligió a Alcedo como miembro académico honorario en julio de 1787. Para su mala suerte sin embargo, sus honores no se vieron reflejados en la circulación de su obra puesto que el Rey prohibió el Diccionario afuera de los círculos españoles oficiales y también se buscó eliminar su exportación a otros países por el miedo de que incite la ambición por los territorios del Reino de España. A pesar de esta prohibición, su libro si circuló en España y después se filtraría en otras naciones, siendo traducido al inglés por George Alexander Thompson, según sugirió el patriota venezolano Francisco de Miranda, después sería publicado en Londres con muchas adiciones entre 1812 y 1815. Un atlas lo acompañó hecho por Thompson en Londres de 1819. Sus obras fueron criticadas por Diego Barros Arana con el título de "Juicio crítico sobre la obra escrita por Don Antonio de Alcedo con el título de Diccionario Jeográfico e Histórico de las Indias occidentales", publicado en obras completas en 16 volúmenes publicado en Santiago de Chile entre los años de 1908 y 1914. De igual manera A. Owen Aldridge trataría con su obra en el libro "The Diccionario of Antonio de Alcedo as a Source of Enlightened Ideas" en 1971.
Zaldumbide por último realiza un paralelismo entre Antonio de Alcedo y Juan de Velasco ya que ambos autores escribieron amplios libros repletos de datos desde Europa. El primero como militar en España, el segundo como religioso en Italia. De esta forma se establecía la importancia de este autor para la historia de Ecuador y de la Corona española. Esto sería obviamente más que solo una analogía de un historiador ya que las vidas de ambos autores se entrecruzarían puesto que fue Alcedo junto con Casimiro Ortega uno de los investigadores a los que se les solicitó la revisión de la "Historia del Reino de Quito" del padre Juan de Velasco después de su muerte. Alcedo solo pudo leer dos de los tres tomos ya que este último sería publicado en el siglo XX finalmente. Su calificación fue positiva y solicitó que se lo publique por su alto valor histórico.En honor a sus investigaciones geográficas se nombró un volcán en las islas Galápagos con su apellido, el Volcán Alcedo que se encuentra en la isla Isabela.